# Джон Димаджо
Джон Димаджо (на английски: John DiMaggio) (роден на 4 септември 1968 г.) е американски озвучаващ актьор и комик. Известен е с ролите си на Бендър във „Футурама“, кучето Джейк във „Време за приключения“, Брат Кръв в „Малките титани“, Аквамен в „Батман: Смели и дръзки“, Рико в „Пингвините от Мадагаскар“, Шотландеца в Самурай Джак и Фу Дог в „Американски дракон: Джейк Лонг“.

## Личен живот
Живее в Лос Анджелис. Женен е за озвучаващата актриса Кейт Милър.